# 林鎮

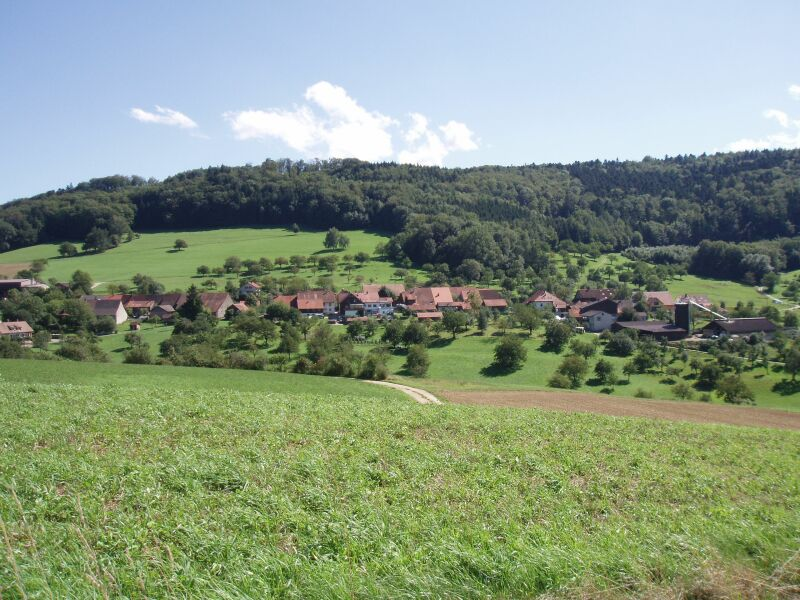

林鎮是瑞士的城鎮，位於該國北部，由阿爾高州負責管轄，面積2.55平方公里，海拔高度570米，2011年人口136，七成人口信奉基督教，人口密度每平方公里53人。